# Sternidius rosaliae
Sternidius rosaliae es una especie de escarabajo longicornio del género Sternidius, tribu Acanthocinini, subfamilia Lamiinae. Fue descrita científicamente por Linsley en 1942.
La especie se mantiene activa durante el mes de julio.

## Descripción
Mide 4,75 milímetros de longitud.

## Distribución
Se distribuye por México.